# Jan Paweł II. Bibliografia polska

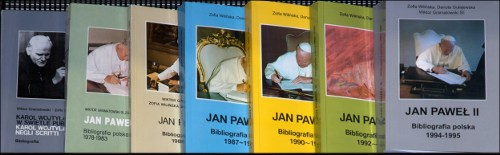
Bibliografia polska

Jan Paweł II. Bibliografia polska – w chwili obecnej najpełniejsza bibliografia papieska obejmująca lata 1949-1997, od ponad trzydziestu lat sukcesywnie opracowywana i wydawana przez Ośrodek Dokumentacji i Studium Pontyfikatu Jana Pawła II w Rzymie.
Wcześniejsze polskojęzyczne bibliografie (Alfonsa Schletza z 1967 i Barbary Eychler z 1979) stanowiły próbę pełnej rejestracji prac Karola Wojtyły poza dokumentami o charakterze urzędowym i administracyjnym. Pozostałe bibliografie były selekcyjne i podawały jedynie ważniejsze prace.
Bibliografia opracowywana przez Ośrodek  Dokumentacji i Studium Pontyfikatu w Rzymie gromadzi dokumenty i wypowiedzi Jana Pawła II oraz prace o nim wydane na terenie Polski, także w językach obcych. Nie uwzględnia poloników zagranicznych (wyjątek stanowią prace, których recenzje ukazały się w kraju). Rejestruje piśmiennictwo bez względu na cechy formalno-wydawnicze, jak druki zwarte i ciągłe, utwory i ich fragmenty, odbitki, kalendarze itp., pomijana jest jedynie prasa codzienna. Bibliografia dzieli się na dwie części: podmiotową (teksty papieża) oraz przedmiotową (publikacje o nim). Zastosowano układ chronologiczny, według roku wydania. Wszystkie opisy bibliograficzne sporządzono na podstawie autopsji, zgodnie z wymogami bibliografii osobowej.

## Tom I
Wydany w wersji polsko-włoskiej przez Liberia Editrice Vaticana w 1980 roku pt. Karol Wojtyła w świetle publikacji/Karol Wojtyła negli scritti. Tom I obejmował zasięgiem lata 1949-1978, czyli okres działalności Wojtyły jako kapłana, biskupa, kardynała – do czasu wyboru na papieża. Opracowanie: Wiktor Gramatowski i Zofia Wilińska. Przy zbieraniu materiałów wykorzystano bibliografie prymarne polskie i włoskie, polonika zagraniczne (nie tylko włoskie) oraz szereg bibliografii specjalnych z dziedziny filozofii, religioznawstwa, historii Kościoła czy literatury, a także bibliografie regionalne, przebadano również w Polsce czasopisma filozoficzne, religioznawcze, kościelne i urzędowe wszystkich diecezji. Omówiono 1490 publikacji.

## Tom II
Wydany przez Ośrodek w 1987 roku obejmuje pierwszych pięć lat pontyfikatu (zasięg chronologiczny od 16 października 1978 roku do 31 grudnia 1983 roku). Autopsją objęto około 90% materiału zarejestrowanego w bibliografii, opisy bibliograficzne sporządzono według zasad Polskiego Komitetu Normalizacyjnego PN-73/N-01152. Utwory dramatyczne Karola Wojtyły, wystawiane w teatrach, zarejestrowano w części podmiotowej bibliografii według chronologii ich realizacji scenicznej. Opracowanie: Wiktor Gramatowski i Zofia Wilińska. Omówiono 5401 pozycji.

## Tom III
Wydany w 1991 roku, zasięgiem obejmuje lata 1984-1986.  Opracowanie: Wiktor Gramatowski, Zofia Wilińska i Danuta Gułajewska. Omówiono 3423 publikacje.

## Tom IV
Wydany w 1998 roku, obejmuje lata 1987-1989. Opracowanie: Zofia Wilińska i Danuta Gułajewska. Omówiono 6055 publikacji. Bibliografia nie uwzględnia, ze względu na kryteria formalno-wydawnicze, tzw. wydawnictw podziemnych PRL-u. Osobną monografię w opracowaniu Anny Sitarskiej i Stefanii Skwirowskiej pt. Jan Paweł II poza cenzurą PRL bibliografia 1976-1989 Ośrodek wydał w 1996 roku. Omówiono 3220 publikacji kolportowanych poza oficjalnym obiegiem.

## Tom V
Wydany w 2001 roku, obejmuje lata 1990-1991. Opracowanie: Zofia Wilińska i Danuta Gułajewska. Omówiono 4517 publikacji. Autorki opracowania zauważyły, że w wyniku przeobrażeń ustrojowych, wiele efemerycznych oficyn nie przekazywało Bibliotece Narodowej obowiązkowego egzemplarza, a tym samym, w tej najważniejszej wszechnicy narodowej zbiory archiwalne są wybrakowane, co przy niewystarczających źródłach informacyjnych stanowiło dla badaczy ogromne utrudnienie przy gromadzeniu materiałów.

## Tom VI
Wydany w 2003 roku, w 25. lecie pontyfikatu, obejmuje lata 1992-1993. Opracowanie: Zofia Wilińska, Danuta Gułajewska i Wiktor Gramatowski. Omówiono 4166 publikacji. Na początku lat 90. XX wieku, wzrosło zainteresowanie wśród naukowców osobą papieża, co tym samym przełożyło się na recepcję jego nauki w środowiskach akademickich.

## Tom VII
Wydany w 2007 roku, obejmuje lata 1994-1995. Opracowanie: Zofia Wilińska, Danuta Gułajewska i Wiktor Gramatowski. Omówiono 5650 publikacji.

## Tom VIII
Wydany w 2012 roku, obejmuje rok 1996. Opracowanie: Zofia Wilińska i Danuta Gułajewska. Omówiono 3107 publikacji.

## Tom IX
Wydany w 2014, obejmuje rok 1997. Omówiono 4345 publikacji.

## Tom X
Wydany w 2020, obejmuje rok 1998. Omówiono 4344 publikacji.